# 伊藤卡琳
伊藤卡琳（日语：／ Itō Karin */?，1993年5月26日—）是日本女藝人，為女子偶像團體乃木坂46前成員，神奈川縣橫濱市出身，所屬經紀公司為乃木坂46合同會社。2013年以乃木坂46二期生身分出道。2019年5月24日自乃木坂46畢業。以喜愛將棋著稱，擁有業餘將棋初段棋士資格。

## 經歷
伊藤在就讀幼稚園時，在電視節目看到早安少女組。而開始對偶像感興趣，她尤其喜歡早安少女組。的第5張單曲《真夏的光線》。升讀小學後，她開始追捧Hello! Project，並且觀看其相關節目《ASAYAN》（東京電視台）。小學3年級時，她決定成為偶像，參加了多次徵選。中學時期，她隸屬於足球部，並且擔任球員。升讀高中後，她開始在學校學習唱歌，又因為憧憬阿部真央而開始彈吉他。然而，由於沒有彈吉他的天份，在高中2年級的學園祭的後夜祭中，她改為擔任了樂團的主唱。
高中3年級時，由於年齡關係，伊藤恐怕自己錯過最後的機會，而報名參加了乃木坂46一期生徵選。徵選二次審査時，她提交了希望讓其成為乃木坂46成員的400人的簽名，當時在旁、後來通過徵選的白石麻衣也大吃一驚。最終，她雖然落選，但是由於已經習慣了這類型的徵選，落選後的她反而為了確認有哪些人入選，而前往了乃木坂46的見面會。自此，她開始經常參加握手會和演唱會，成為了乃木坂46的支持者。其中，她較喜歡安藤美雲和高山一實。
2012年12月17日，乃木坂46二期生徵選開始。當時伊藤就讀於專門學校，並且在舊衫店打工，她本來認為，如果有乃木坂46的2期生徵選，她便會參加，只是，她又覺得很猶豫，因為自己已經是乃木坂46的支持者，可能沒有必要再申請加入成為2期生。然而，最終她認為正因自己是支持者，成為2期生對乃木坂46較有好處而參加了徵選。
2013年3月28日，伊藤通過乃木坂46二期生徵選。5月5日，於赤坂ACT劇場舉行的舞台劇《16人的主角deux》東京公演中首次亮相。7月1日，以研究生身份在乃木坂46官方博客發表其首篇文章。8月4日，在乃木坂46第6張單曲《Girls' Rule》的發售紀念全國握手會中，初次表演。
2014年1月10日，伊藤在乃木神社舉行成人禮。8月4日，獲升格為正規成員。8月5日，開通了個人的乃木坂46官方博客。10月8日，她參加了乃木坂46第10張單曲《第幾次的藍天？》的收錄曲《那一天 我隨口說了一個謊言》而正式在歌壇出道。12月29日，她開始在雜誌《將棋世界》進行連載，專欄名為「卡琳的將棋上行坂↑」（かりんの将棋上り坂↑）。
2015年2月15日，伊藤出演了NHK教育頻道節目《將棋聚焦》，並且4月5日成為該節目的綜合主持人，開始常規出演。
2016年1月29日，她在中川大輔八段讓4子的情況下，參加了將棋段級位認定試驗，獲日本將棋聯盟頒授1級認定狀。
2018年3月18日，她在十八世名人資格者森內俊之九段讓2子的情況下，參加了將棋段級位認定試驗，獲日本將棋聯盟頒授初段證書。
2019年2月15日，在官方部落格宣布將於3月17日播出的《將棋聚焦》中從節目畢業。3月22日，在官方部落格上宣布將於乃木坂46第4張專輯《直到此刻化成回憶》活動結束後從團體中畢業。4月18日，出席第46屆將棋大賞頒獎典禮，獲日本將棋聯盟任命為「將棋親善大使」。5月24日，參加於横濱體育館舉行的「乃木坂46第23張單曲《Sing Out!》發售紀念～Under Live～」，正式從乃木坂46畢業。5月26日，以沙友蘋果軍團成員身份出演「乃木坂46第23張單曲《Sing Out!》發售紀念～選拔演唱會～」。7月31日，伊藤位於乃木坂46內的部落格正式關閉。
2020年5月26日，在27歲生日當天，開設個人YouTube頻道。
2022年2月7日，擔任將於同月10日舉行的「真實逃脫遊戲『びっくり謎射的場からの脱出』」的特別大使。
2023年1月1日，宣布將於同月10日開設官方粉絲俱樂部。

## 人物
伊藤的暱稱是Karin（かりん）。自我介紹詞是「乃木坂第一的乃木坂御宅」（乃木坂1の乃木坂ヲタク）。性格則是人前人後均沒有變化，也不會消沉。賣點是酒窩。

### 嗜好
伊藤喜愛煉奶和母親特製的唐揚。喜歡的品牌是Tsumori chisato和AMBIDEX。在早安少女組。的成員中，喜歡紺野朝美和藤本美貴。喜愛的話語是一步千金。

### 興趣
伊藤的興趣是收集玩具、將棋。其中，她尤其喜愛迪士尼的角色，而收集了不少美國玩具的手辦模型。2015年，她購入了在日本以外販賣，於皮克斯動畫工作室的電影中出現過的薄餅地球貨車（Pizza Planet Truck）Pizza Planet。
將棋方面，她利用手機應用程式《將棋Wars》與人對戰。喜歡的棋子是香車。另外，她也有參加日本將棋聯盟室內五人制足球部。

### 特長
伊藤的特長是將棋，其段級位是初段，多用中飛車和美濃圍等下棋方法，有時也使用矢倉。在棋士村山慈明的指導下，她在美濃包圍被破時，會改用右矢倉。中飛車則是在藝人鶴野剛士指導下學會，而讓鶴野剛士學會中飛車的是棋士戶邊誠。
2014年4月26日，伊藤與X21成員末永真唯對局，她一度只差一步便讓末永落敗，但是最終在時間用盡的情況下落敗。
2014年8月16日，她與PASSPO☆成員根岸愛對局，由伊藤勝出。
2016年1月30日，伊藤與加藤一二三九段對局。對局時間是30分鐘，讀秒時間為30秒，先手的加藤一二三讓了飛車、角行和香車兩枚，共讓了4子。伊藤前半佔了上風，但是後半逆轉落敗。該局的解説是齋藤慎太郎和山口惠梨子。
2016年7月9日，她與室谷由紀女流二段對局。室谷讓了飛車和角行，共兩子，最終由伊藤勝出。
2016年11月5日，她與後來襲位十七世名人的谷川浩司九段對局。後手谷川浩司讓了飛車、角行和香車兩枚，共4子。先手的伊藤以四間飛車迎戰，在下第116手時勝出。
在乃木坂46中，佐佐木琴子雖然會將棋，但是由於是新手，無法成為伊藤的練習對象，因此伊藤較多通過電腦來練習。伊藤曾經以將棋來比喻乃木坂46的成員，步是生駒里奈、香車是永島聖羅和能條愛未、桂馬是生田繪梨花和高山一實、銀將是櫻井玲香和若月佑美、金將是白石麻衣和橋本奈奈未、角行是星野南、飛車是齋藤飛鳥、王將是西野七瀨。然而，亦曾經指出金將是生駒里奈、角行是橋本奈奈未、飛車是白石麻衣、王將是生田繪梨花。今後希望與其對局的是岩崎Hiromi。

### 乃木坂46
在乃木坂46中，由於伊藤在就學時期出任過學生會的首任女性會長，因此經常在2期生中負責「總結」（まとめ，指表演時負責場控與收尾講話的角色）。她也喜歡在人面前說話，研究生時代便開始《乃木ken♡》負責節目進行，擔當了主持人的職務。她最喜歡的乃木坂46的歌曲是《眼淚仍然悲傷的時候》，喜歡的音樂錄影帶則是《白米大人》、《不想失去》、《秘密塗鴉》。
伊藤是乃木坂46團內的企劃子團體「蘋果軍團」成員之一，頭銜是「總統」。
她在乃木坂46中支持的成員是高山一實。

## 音樂作品
- 標註「★」符號表示該首歌曲有拍攝MV。

### 單曲
乃木坂46
|      | 發行日期       | 單曲名稱           | 參與歌曲名稱              | MV | 備註         |
| ---- | -------------- | ------------------ | ------------------------- | -- | ------------ |
| 10th | 2014年10月8日  | 第幾次的藍天？     | 那一天 我隨口說了一個謊言 | ★  | 出道作品     |
| 11th | 2015年3月18日  | 生命如此美好       | 也許你沒有遇上我會更好吧  | ★  |              |
| 12th | 2015年7月22日  | 太陽敲敲門         | 離別時，更喜歡你          | ★  |              |
| 13th | 2015年10月28日 | 此刻，想說話的對象 | 嫉妒的權利                | ★  |              |
| 14th | 2016年03月23日 | 當春紫苑盛開時     | 不等號                    | ★  |              |
| 15th | 2016年7月27日  | 赤腳Summer         | 秘密塗鴉                  | ★  |              |
| 15th | 2016年7月27日  | 赤腳Summer         | 白米大人                  | ★  | 沙友蘋果軍團 |
| 16th | 2016年11月9日  | 再見的意義         | 鞦韆                      | ★  |              |
| 17th | 2017年3月22日  | 大影響家           | 氣球還活著                | ★  |              |
| 18th | 2017年08月09日 | 蜃景               | Under                     | ★  |              |
| 18th | 2017年08月09日 | 蜃景               | 現場之神                  | ★  |              |
| 19th | 2017年10月11日 | 及時行事           | My rule                   | ★  |              |
| 20th | 2018年4月25日  | 同步巧合           | 全新的世界                | ★  |              |
| 20th | 2018年4月25日  | 同步巧合           | 星探                      | ★  |              |
| 21st | 2018年8月8日   | 以自我為中心！     | 三角空地                  | ★  |              |
| 22nd | 2018年11月14日 | 想繞遠路回家       | 日常                      | ★  |              |

1. ↑  站位依據官方MV及演唱會正式呈現為參考依據。

其他
| 發行日期                                    | 單曲名稱              | 參與歌曲名稱 | MV | 備註                                                       |
| ------------------------------------------- | --------------------- | ------------ | -- | ---------------------------------------------------------- |
| 2016年12月7日                               | 明明應該最討厭了 （大嫌いなはずだった。） | —            |    | HoneyWorks meets 沙友蘋果軍團 + 真夏尊敬軍團 from 乃木坂46 |
| 2020年6月17日（日本） 2020年6月24日（海外） | 世界中的鄰居啊        | —            | ★  | 下載限定歌曲                                               |

1. ↑  以畢業成員參與。

### 專輯
乃木坂46
|           | 發行日期      | 專輯名稱                       | 參與歌曲名稱       | 備註         |
| --------- | ------------- | ------------------------------ | ------------------ | ------------ |
| 1st       | 2015年1月7日  | 透明色                         | 自由的彼方         |              |
| 2nd       | 2016年5月25日 | 屬於我們的位子                 | 刨冰的單戀         |              |
| 3rd       | 2017年5月24日 | 最初的夢想                     | 為我扇風           |              |
| 3rd       | 2017年5月24日 | 最初的夢想                     | 指定溫度           |              |
| Under專輯 | 2018年1月10日 | 我專屬的你～Under Super Best～ | 自戀海灘           |              |
| Under專輯 | 2018年1月10日 | 我專屬的你～Under Super Best～ | 那個女人           |              |
| Under專輯 | 2018年1月10日 | 我專屬的你～Under Super Best～ | 比誰都想陪在你身邊 |              |
| 4th       | 2019年4月17日 | 直到此刻化成回憶               | 沙友蘋果募集中     | 沙友蘋果軍團 |

## 演出

### 電視劇
- 初森BEMARS 第8集（2015年8月28日，東京電視台）：飾演 林田卡琳[69]
- 棋盤上的向日葵 第4集（2019年9月29日，NHK BS Premium）：飾演 女流棋士 廣岡知美[70]

### 電視節目
- 將棋Wars（日语：将棋ウォーズ）
  - 將棋Wars盃〜藝能界最強決定戰〜（2014年4月26日，BS富士）- 與末永真唯對局[52]
  - 將棋Wars盃〜藝能界最強決定戰〜2（2014年8月16日，BS富士）- 與根岸愛對局[52]
- 將棋聚焦（日语：将棋フォーカス）（2015年4月6日－2019年3月17日，NHK教育頻道）- 綜合主持人[25]
- 將棋之日（NHK教育頻道）
  - 第44屆 將棋之日（2018年12月23日）[71]
  - 第47屆 將棋之日〜木更津〜（2021年12月26日）[72]
  - 第48屆 將棋之日 in 喜多方市（2022年12月25日）[73]
- カンニング竹山のイチバン研究所（2020年8月1日－，TOKYO MX）[74]
- 趣味之時! 餃子王國（2021年1月4日－2月22日，NHK教育頻道）：飾演 宰相[75]
- （富士電視台ONE・TWO）- 不定期出演[76]
  - 特別篇（2021年2月8日，富士電視台）[77]
  - 特別篇（2021年6月20日）
  - 特別篇（2021年11月27日）[78]
  - 特別篇（2022年7月30日）[79]
- 開運音樂堂（2021年10月2日－，TBS電視台）- 以音樂主持人的身份出演[80]
- （2022年3月30日－，Sports Live+）[81]
- 白玲〜女流棋士No.1決定戰〜（2022年5月15日－12月18日，BS富士）- 旁白[82]

### 電視廣告
- 第一生命「Bright Way Power Plan」、「RISK BATTLE 將棋」篇（2017年4月19日－）[83]
- In果凍 勝敗予想キャンペーン（2021年11月，森永製菓）- 與女流棋士 香川愛生共演[84][85]

### 電台節目
- 神奈川日產 NOTE e-POWER（日语：日産・ノート E12） X'mas DAYS（2016年12月1日－25日，FM橫濱（日语：横浜エフエム放送））- 記者[86]
- 傳播者學校!（日语：エバンジェリストスクール!）（2017年3月25日、4月2日，FM東京）- 主持人（暫代若月佑美）[87][88]
- 週五碎碎念（日语：金つぶ）（2015年5月22日、6月19日；2020年2月21日；2021年5月7日、12月31日，bayfm）- 助理主持人（暫代衛藤美彩、山崎怜奈、北川悠理、柴田柚菜）[89][90]
- 熱播室（日语：ザ・ヒットスタジオ）（2017年8月17日－24日、9月21日、11月23日－30日、12月21日－28日；2018年1月18日－25日、3月1日－22日、11月1日、12月6日－13日；2020年11月4日－11日，MBS電台）- 常規來賓（暫代生駒里奈、高山一實、早川聖来）[91]
- Nutty Radio Show THE魂（2017年7月17日、9月18日、12月4日；2018年12月24日；2019年1月28日、3月4日；2021年1月11日－18日，FM NACK5）- 主持人（暫代齊藤優里）[92]
  - 節目最終回（2021年3月29日）- 來賓，與齊藤優里共演
- （2019年10月14日；2020年1月1日、2月11日；2021年1月1日，NHK廣播第1頻率）- 主持人[93]
- 乃木坂46的All Night Nippon（日本放送）
  - （2019年5月22日）
  - （2019年10月23日）- 主持人（新內真衣的代理）[94]
- TALK ABOUT（2022年2月26日－3月5日，TBS電台）[95]

### 網絡節目
- 乃木坂46「蘋果軍團」團員全員直播出演! 〜結團式&軍團企劃會議〜（2016年5月24日，niconico直播）[67]
- 新銀河戰（2022年3月5日－12月17日，圍棋·將棋頻道）- 主持人[96]

### 活動
- 闘會議2016（2016年1月30日，幕張展覽館）- 與加藤一二三對局[59]
- 明治安田生命J1 第二回合 第2節 橫濱水手對福岡黃蜂 足球×將棋特別活動（2016年7月9日，日產體育場）- 與室谷由紀對局[97]
- 人間將棋 姬路之陣（2016年11月5日－6日，兵庫縣姬路市本町姬路城三丸廣場）- 與谷川浩司對局[98]
- 先崎學（日语：先崎学）九段×乃木坂46伊藤卡琳的將棋Speical Talkshow in天童（2017年3月5日，天童市市民廣場，舉辦者：NHK山形放送局）[99]
- 第2屆「江之島將棋頂上決戰」（2017年3月11日，江之島Samuel Cocking苑（日语：江の島サムエル・コッキング苑））- 與鶴野剛士等人對局[100]
- 第44屆「將棋之日」in 天童（2018年11月24日，天童市市民文化会館）[71]
- 第4屆 江之島將棋頂上決戰（2019年3月9日，江之島Samuel Cocking苑）[101]
- （2019年11月9日，靜岡會議藝術中心Granshi）[102]
- （2021年5月1日）[103]
- 第14期Mynavi女子將棋公開賽五番勝負第3局在線解說會（2021年5月15日）[104]
- 沙〜友〜Ready?〜沙友蘋果軍團演唱會（2021年6月22日－23日，橫濱體育館）[105][106]
- コマンダンテ石井トークライブ「コーヒーのお供に」（2021年10月13日，吉本有樂町劇場）[107]
- 將棋之日 in 木更津（2021年10月31日，オークラ アカデミアパーク ホテル 平安の間）[72]
- B聯賽 澀谷陽光搖滾 vs 新潟天鵝籃球俱樂部（2021年12月12日，青山學院紀念館）[108]
- （2021年12月30日）- 審査員[109]
- 真實逃脫遊戲（2022年2月10日－）- 特別大使[41]
- EXIA Presents KANSAI COLLECTION 2022 AUTUMN ＆ WINTER（2022年8月4日，京瓷巨蛋大阪）[110]
- 第48屆 將棋之日 in 喜多方（2022年11月5日－6日，喜多方兄弟文化中心）[73]
- （2022年11月23日，MAXふくしま）[111]

## 書籍

### 寫真集
- 季刊 乃木坂 vol.3 涼秋（2014年9月4日，東京新聞通信社）[11]

### 雜誌連載
- 將棋世界（日语：将棋世界）（Mynavi出版（日语：マイナビ出版））
  - 卡琳的將棋上坂↑（2014年12月29日－2016年3月3日）[112]
  - 卡琳的將棋部屋（2016年4月2日－2017年3月3日）[113]
  - 卡琳的振飛車WATCH（2017年4月3日－2018年5月3日）[114]
- 橫濱Walker（日语：横浜ウォーカー）（2017年4月20日－2019年5月20日，角川雜誌（日语：角川マガジンズ））- 橫濱出身，乃木坂46 伊藤卡琳的「卡琳的女子力↑」[115][116]

## 備註
1. ↑  有時單寫成[1]，有時則寫成[45]。按猥瑣岡田的說法，的發音與長頸鹿一樣，最後的聲調均是上揚才是正確[46]。
2. ↑  喜愛香車的理由是香車只能一直往前，那種笨拙感很可愛[53]。
3. ↑  蘋果軍團結成時，她是「大臣」[67]，後來才變成大總統[68]。

## 外部連結
- かりんの実 （页面存档备份，存于） - 伊藤卡琳官方粉絲俱樂部（日語）
- 乃木坂46合同會社個人介紹頁（日語）
- 伊藤卡琳的Instagram帳戶（2019年6月9日－）（日語）
- 伊藤卡琳的X（前Twitter）（2020年11月13日－）
- YouTube上的かりんチャンネル頻道（日語）

乃木坂46時期
- 乃木坂46 伊藤卡琳 官方簡介（日語）
- 乃木坂46 伊藤卡琳 官方部落格（2014年8月5日－2019年7月31日）（日語）
- 蘋果軍團的記錄 官方755 （页面存档备份，存于）（日語）